# Heinrich VI. (England)

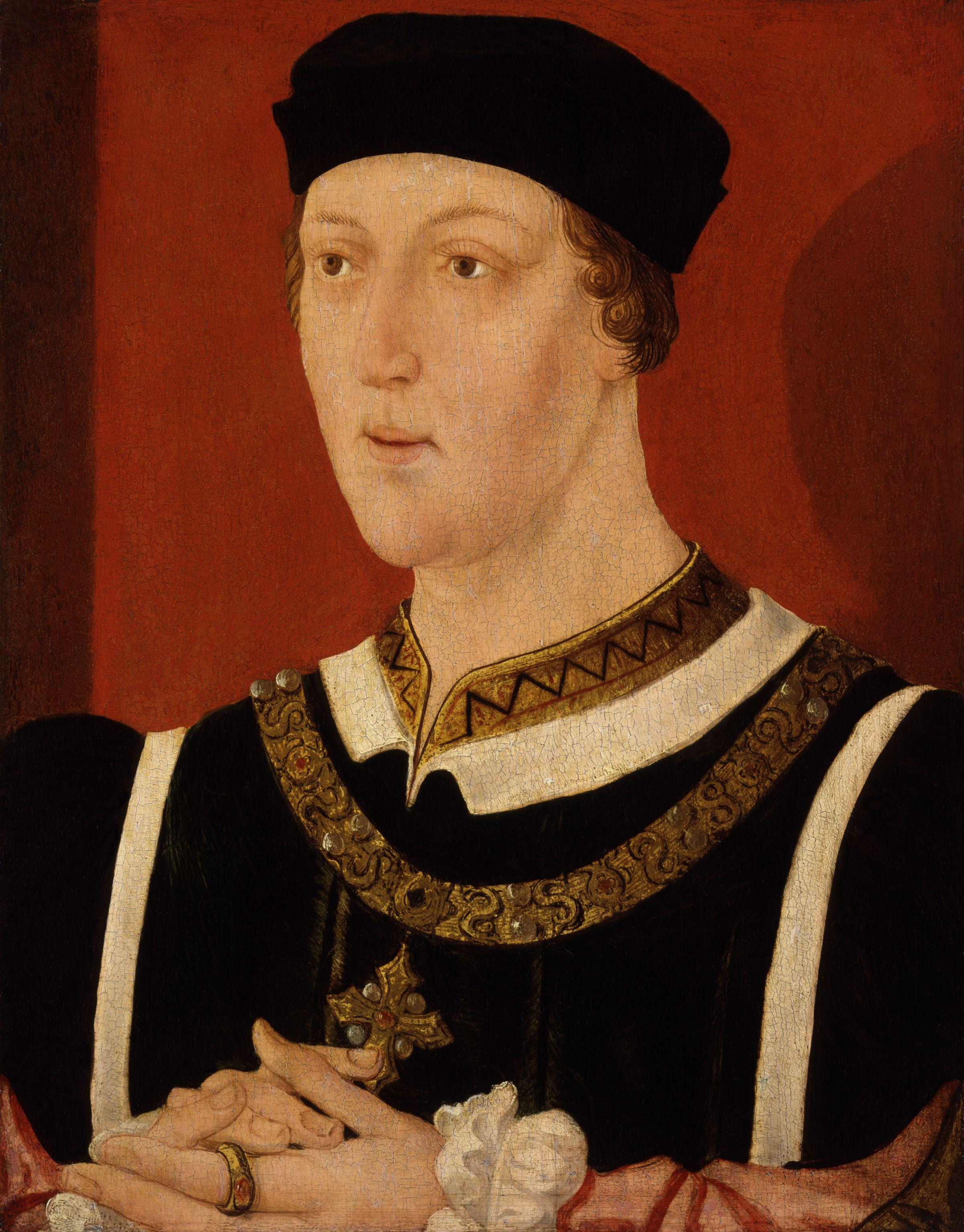
Heinrich VI. von England. Anonymes Porträt, ca. 1540. National Portrait Gallery (London)

Unterschrift von König Heinrich VI.

Heinrich VI., englisch Henry VI, (* 6. Dezember 1421 bei Windsor; † 21. Mai 1471 in London) war der letzte König von England aus dem Haus Lancaster (von 1422 bis 1461 und von 1470 bis 1471).

## Jugend
Heinrich war das einzige Kind und damit der alleinige Erbe von König Heinrich V. von England und seiner Ehefrau, der französischen Königstochter Katharina von Valois. Ein halbes Jahr vor seiner Geburt hatte sein Vater durch den Vertrag von Troyes den Anspruch auf die französische Krone erworben, da sein Großvater mütterlicherseits, Karl VI. von Frankreich, seinen eigenen Sohn, den Dauphin Charles, als „sittenlos und der Thronfolge unwürdig“ enterbt hatte, nachdem dieser den burgundischen Herzog Johann Ohnefurcht bei einer Friedensverhandlung hatte ermorden lassen. Doch nur acht Monate nach Heinrichs Geburt starb sein Vater mit 35 Jahren an einer Seuche und er folgte diesem auf den englischen Thron. Seiner Mutter, einer Schwester des enterbten Dauphin, wurde am englischen Hof Misstrauen entgegengebracht, daher hielt man sie systematisch von ihrem Sohn fern. Ihr Vater, Karl VI., starb 1422. Während die verbündeten Engländer und Burgunder ganz Nordfrankreich beherrschten, hatte der enterbte Dauphin, der sich nun Karl VII. nannte, Teile Zentral- und Südfrankreichs unter seiner Kontrolle.
Am 6. November 1429 wurde Heinrich in der Westminster Abbey zum König von England gekrönt. Im Alter von zehn Jahren folgte am 16. Dezember 1431 in der Kathedrale Notre Dame in Paris die Krönung zum König von Frankreich. Die Zeremonie fand erstmals dort statt – die etablierte Krönungskirche war bis dahin die Kathedrale von Reims, die aber aufgrund der komplizierten politischen Lage nicht erreicht werden konnte. Das Königreich England wurde von Regenten verwaltet, bis Heinrich volljährig war. Die einflussreichsten Regenten waren seine Onkel Humphrey, Duke of Gloucester, und John, Duke of Bedford. John übte die Regentschaft in Frankreich aus und Humphrey in England. Das Parlament beschränkte Humphrey dahingehend, dass er nur in Johns Abwesenheit die Regentschaft über England innehatte.

## Machtübernahme und militärische Niederlagen in Frankreich

Wappen von König Heinrich VI.

1437 übernahm Heinrich VI. die Regierungsgeschäfte. Im selben Jahr starb auch seine Mutter. Die militärischen Erfolge Heinrichs V. hatten die seit rund 200 Jahren immer weiter geschrumpften Besitzungen der englischen Krone in Frankreich wieder deutlich erweitert. Zudem sorgten innere Auseinandersetzungen des Adels in Frankreich dafür, dass England während der Unmündigkeit Heinrichs VI. keine ernst zu nehmenden militärischen Auseinandersetzungen hatte.
Kurz nach seiner Machtübernahme schlug die Lage jedoch um. Der aufflammende französische Widerstand, für immer verbunden mit dem Namen der Jeanne d’Arc, läutete den endgültigen Zerfall der englischen Herrschaft auf französischem Boden ein. Auch nach Jeanne d’Arcs Tod blieb die Situation für England ungünstig. Ein großer politischer Rückschlag war dabei im Jahre 1435 das Scheitern der Friedenskonferenz in Arras. Die englischen Gesandten wollten nicht über den Anspruch Heinrichs VI. auf den französischen Thron verhandeln. Mit dem Scheitern dieser Verhandlungen zerbrach auch das Bündnis Englands mit Burgund. Somit war die militärische Vormachtstellung Englands auf dem Kontinent endgültig gebrochen.
Vorerst konnten jedoch weitere Verschlechterungen der Lage 1444 durch den Frieden von Tours aufgehalten werden. Wesentlicher Bestandteil dieses Vertrags war die Heirat Heinrichs mit Margarete von Anjou. Eine Geheimklausel sah den Verzicht Englands auf die Grafschaft Maine vor.
Das Bekanntwerden dieser Klausel am englischen Hof führte dazu, dass Spannungen, die sich zuvor aufgebaut hatten, offen ausbrachen. Heinrich VI. hatte eine Reihe von Günstlingen um sich gesammelt, die zunehmend in Konflikt mit Gloucester und Bedford, den beiden ehemaligen Regenten, gerieten. 1441 gelang es der Hofpartei, Gloucesters zweite Frau in einem Hexereiprozess verurteilen zu lassen. Als der in Adel und Volk beliebte Gloucester sich offen gegen die Geheimklausel des Friedensvertrags aussprach, ließ ihn William de la Pole, 1. Duke of Suffolk und wichtiges Mitglied der Hofpartei, 1447 inhaftieren. Gloucester starb wenige Tage später.

## Das Ende des Hundertjährigen Kriegs und der Machtverlust Heinrichs VI.
Nach einer kurzen Kampfpause setzten sich die Niederlagen der Engländer in Frankreich fort. 1450 ging die Normandie für immer verloren. Im gleichen Jahr musste Heinrich VI. auf Drängen des Parlaments seinen Vertrauten Suffolk verbannen. Auf der Überfahrt nach Frankreich starb dieser unter ungeklärten Umständen. Nur wenige Wochen später kam es in der Grafschaft Kent zu einem von Jack Cade angeführten Bauernaufstand, der von Teilen des Landadels unterstützt wurde, aber im Juli 1450 zusammenbrach. Heinrich VI. litt psychisch sehr stark unter diesen Niederlagen und dem Widerstand, der ihm von Seiten des englischen Hofes immer mächtiger entgegenschlug. Auch wegen seiner gesundheitlichen Schwäche gelang es dem König nicht, diese Intrigen zu unterbinden. Die Folge davon war, dass um 1450 eine Gruppierung von Adligen um Edmund Beaufort, 1. Duke of Somerset versuchte, die tatsächliche Regierungsgewalt in England zu übernehmen.

## Der Kampf um die brachliegende Regierungsgewalt
Aufgrund des Machtstrebens von Somerset begann Richard Plantagenet, Duke of York, politisch aktiv zu werden. Richard hatte laut der englischen Erbfolge ein dynastisch begründbares Anrecht auf den englischen Thron, wobei seine Ansprüche mit denen Heinrichs VI. selbst vergleichbar waren: Eduard III. hatte fünf überlebende Söhne gehabt, auf zwei von ihnen gehen die Nebenlinien Lancaster und York des Hauses Plantagenet zurück. Der Großvater Heinrichs VI., Heinrich IV., Duke of Lancaster, hatte 1399 Eduards Enkel Richard II. gestürzt und selbst den englischen Thron bestiegen, obwohl sein Cousin Edmund Mortimer, 5. Earl of March, eigentlich das größere Anrecht auf die Thronfolgerschaft hatte.
Richard Plantagenet, Duke of York, war der Neffe und Erbe Marchs. Nun trat er als Gegner der Hofpartei auf, insbesondere gegen ihren mächtigsten Anführer, den Duke of Somerset. Richard Plantagenet war in den Jahren vor 1450 Statthalter der Normandie gewesen und hatte sich dort persönlich und finanziell stark engagiert. Er war aber dann von Somerset abgelöst worden, unter dem das Gebiet schließlich an Frankreich zurückfiel. Der Konflikt zwischen den beiden war also auch persönlicher Natur. 1450 und 1452 versuchte York erfolglos, Somerset zu stürzen. Erst 1453 konnte er die Unterstützung der mächtigen und mit ihm verwandten Hochadelsfamilie Neville erlangen, unter deren Protektion er den Vorsitz des Kronrats einnahm. Dieses Gremium wurde nun so mächtig, dass es anstelle des inzwischen regierungsunfähigen Heinrich VI. nahezu alle Amtsgeschäfte wahrnahm.
Kurz nach der Geburt seines ersten und einzigen Kindes Edward am 13. Oktober 1453 hatte der König, der schon zuvor ein zurückgezogener Mensch war, einen Nervenzusammenbruch, dem eine erste längere Phase von Geisteskrankheit folgte. Bereits sein mütterlicher Großvater Karl VI. von Frankreich, der auch „der Wahnsinnige“ genannt wurde, hatte an ähnlichen Symptomen gelitten; möglicherweise handelte es sich um eine erbliche Erkrankung. Es wurden nun Gerüchte verbreitet, dass der Duke of Somerset der wahre Vater Eduards sei. Die Beliebtheit des Königs bei der Aristokratie, um die es wegen seines mönchischen Gehabes, seiner Abneigung gegen das Reiten und Waffentragen sowie wegen seines Vertrauens in unpopuläre Berater bereits zuvor schlecht gestanden hatte, nahm dadurch weiter ab.

## Krankheit Heinrichs
Im Sommer 1453 verfiel Heinrich in einen katatonischen Zustand, in dem er fast 18 Monate blieb.
The King fell by a sudden and accidental fright into such a weak state of health that for a whole year and a half he had neither natural sense nor reason capable of carrying on the government and neither physician nor medicine could cure that infirmity
Wenn man ihm Essen vorsetzte, aß er, wenn man ihn ins Bett brachte, schlief er, aber die meiste Zeit starrte er einfach nur ins Leere und schien unfähig zu sein, die Menschen um ihn herum zu erkennen oder auf ein Gespräch zu reagieren.
Man geht heute davon aus, dass Heinrich an einer Art Schizophrenie litt, die er von seinem Großvater mütterlicherseits Karl VI. von Frankreich vererbt bekommen hatte, der in 30 Jahren über 44 Episoden von Psychosen, Manien und Depressionen erlitt.
Was auch immer der Grund war, das Ergebnis von Heinrichs Katatonie war eine Katastrophe. Als er Weihnachten 1454 aus seinem lang anhaltenden vegetativen Zustand erwachte, musste er feststellen, dass seine französische Königin Margarete von Anjou während seiner Vakanz nach acht kinderlosen Ehejahren auf wundersame Weise einen Sohn und Erben geboren hatte. Heinrich erklärte, dass der Vater der Heilige Geist gewesen sein müsse, aber die Gerüchte waren zynischer und schrieben die Vaterschaft Margarets Liebling, dem Herzog von Somerset, zu.
Nach seiner Erholung sprach er angemessen, galt nicht als krank und war körperlich gesund, aber er war nie wieder als König aktiv.
the king was simple and led by covetous counsylle…the queen with such as were of her affynte revolved the reaume as her lyked.
Er hatte eindeutig paranoides und manisches Verhalten. Auch scheint er religiöse visuelle Halluzinationen gehabt zu haben. Einige akustische Halluzinationen, die von Henry religiös gedeutet wurden, sind von seinen Priestern als „Weinbergwanderungen“ bezeichnet worden.

## Der Beginn der Rosenkriege
Während sich der gesundheitliche Zustand des inzwischen völlig machtlosen Königs vorübergehend besserte, fiel Somerset in der Ersten Schlacht von St. Albans 1455. Diese Schlacht wird allgemein als der Beginn der Rosenkriege zwischen den Häusern Lancaster und York angesehen.
Richard Plantagenet bemühte sich nach dem Erfolg von St. Albans zunächst nicht, seinen Thronanspruch durchzusetzen, da er den König noch nicht in seiner Gewalt hatte. Während er sich 1460 in Irland im Exil befand, bemächtigte sich jedoch in der Schlacht von Northampton sein Verbündeter, Richard Neville, 16. Earl of Warwick, des Königs. Nun erst wollte Richard Plantagenet seinen Anspruch auf den Thron durchsetzen, scheiterte jedoch sowohl mit dem Vorhaben, sich vom Parlament per Akklamation als auch mit einem formaljuristischen Verfahren als König einsetzen zu lassen. Schließlich wurde folgende Regelung getroffen: Am 31. Oktober 1460 ernannte der zum Spielball gewordene Heinrich VI. Richard Plantagenet zu seinem Erben und Nachfolger anstelle seines eigenen Sohns Eduard. Zusätzlich erhielt er sofort den Titel und die Rechte eines Prince of Wales. Heinrich VI. wurde im Tower of London gefangen gesetzt.

## Königin Margarets Widerstand und die Absetzung Heinrichs
Königin Margaret übernahm für ihren im Londoner Tower gefangenen Mann und ihren Sohn die Führung des Hauses Lancaster im Kampf gegen das Haus York. Schon am 30. Dezember 1460 gelang es den Lancaster-Truppen, Richard Plantagenet in der Nähe von Sandal Castle in der Schlacht von Wakefield zu überraschen, der in dieser Schlacht fiel. Richard Plantagenets zweiter Sohn Edmund, Earl of Rutland, wurde auf seiner Flucht niedergemetzelt, Richard Neville, 5. Earl of Salisbury und Vater Warwicks sowie Richard Plantagenets Schwager, einen Tag später hingerichtet. Ihre drei Köpfe wurden daraufhin in Micklegate Bar in York zur Schau gestellt.
Der zu diesem Zeitpunkt 18 Jahre alte Eduard, Earl of March, übernahm an Stelle seines gefallenen Vaters die Führung des Hauses York. Auch das Haus Neville unterstützte unter Richard, Earl of Warwick, immer noch die Ansprüche des Hauses York. Dieser musste aber zunächst bei St. Albans eine Niederlage gegen das Heer von Königin Margaret hinnehmen. Eduard konnte jedoch 1461 am 2. Februar bei Mortimer’s Cross und am Palmsonntag in der Schlacht von Towton die Truppen der Lancaster-Familie besiegen. Durch diesen Sieg war die Regierungszeit Heinrichs VI. zunächst beendet. Am 28. Juni wurde Eduard of March als Eduard IV. zum englischen König gekrönt.

## Erneuter Machtgewinn und Ende

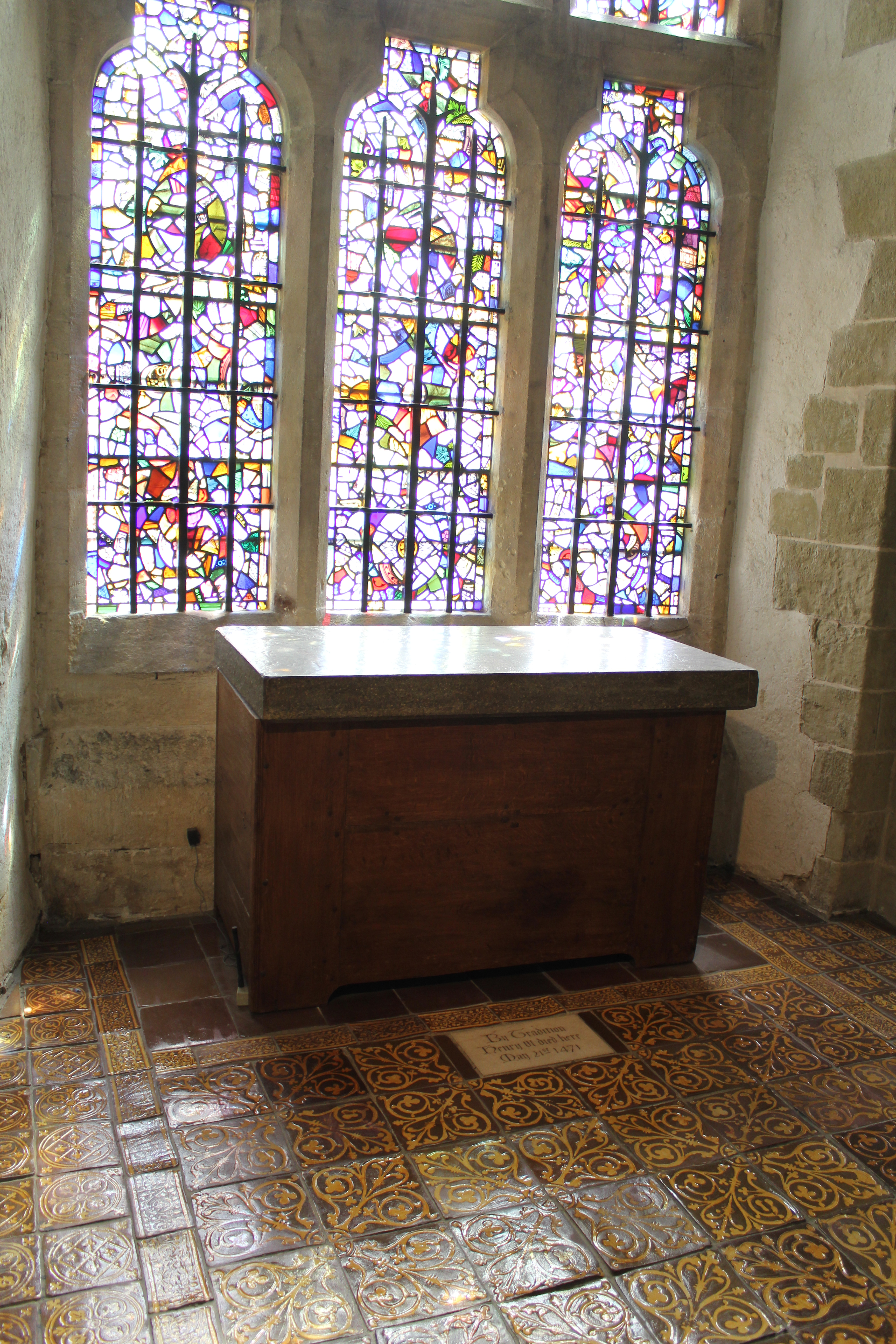
Noch in derselben Nacht, in der Eduard IV. in London einzog, wurde Heinrich VI. im Tower ermordet.

Das Haus Lancaster trat unter der Führung von Königin Margarete von Anjou den Weg ins Exil nach Schottland und Frankreich an. Sie und ihr Sohn Eduard, Prince of Wales, sammelten Truppen für einen Gegenangriff auf die Herrschaft Eduards IV. Der Zeitpunkt war gekommen, als Richard Neville, 16. Earl of Warwick, 1470 von der Seite der Familie York auf die Seite der Lancasters wechselte. Eduard IV. wurde kurzzeitig ins Exil gezwungen und Heinrich VI. wieder auf den englischen Thron gesetzt.
Eduard IV. kehrte aber am 14. März 1471 nach England zurück. Zunächst wurde Richard Neville im April 1471 in der Schlacht von Barnet geschlagen und getötet. Das entscheidende Gefecht zwischen den Truppen der Adelsfamilien York und Lancaster fand jedoch am 4. Mai bei Tewkesbury statt. Nicht zuletzt aufgrund der militärischen Unerfahrenheit von Heinrichs erst 18-jährigem Sohn Eduard wurde die Schlacht zu einer vernichtenden Niederlage für das Haus Lancaster. Der Prinz selbst wurde auf der Flucht erschlagen. Weitere Heerführer des Hauses Lancaster wurden nach einem Schauprozess hingerichtet. Heinrich VI. geriet in die Gefangenschaft Eduards IV. Noch in derselben Nacht, in der Eduard IV. in London einzog, wurde Heinrich VI. im Tower ermordet. Die männliche Linie des Hauses Lancaster wurde damit ausgelöscht. Erbe des lancastrianischen Thronanspruchs war Henry Tudor, der über seine Mutter Margaret Beaufort von einer (ebenfalls im Mannesstamm erloschenen) Nebenlinie der Lancaster abstammte. 1485 bestieg er als Heinrich VII. den Thron.
König Heinrich VI. wurde zuerst in der Abtei Chertsey begraben, später wurde sein Körper nach Windsor Castle überführt und schließlich in der Westminster Abbey beigesetzt.

## Rezeption
Dramen
- William Shakespeare: König Heinrich VI. Diogenes Verlag, Zürich 1989, ISBN 3-257-20638-0.

Moderne Belletristik
- Rebecca Gablé: Die Hüter der Rose. Historischer Roman. Bastei Lübbe, Bergisch Gladbach 2005, ISBN 978-3-404-15683-2.
- Rebecca Gablé: Das Spiel der Könige. Historischer Roman. Bastei Lübbe, Bergisch Gladbach 2007, ISBN 978-3-431-03721-0.